# Kleinbahn Groß Peterwitz–Katscher
| Streckennummer: | 194                  |                                                   |                                                   |
| Kursbuchstrecke: | 128t (1934)          |                                                   |                                                   |
| Streckenlänge: | 8,645 km             |                                                   |                                                   |
| Spurweite: | 1435 mm (Normalspur) |                                                   |                                                   |
| Streckengeschwindigkeit: | 20 km/h              |                                                   |                                                   |
| |                      |                                                   |                                                   |
| \| \| \| von Leobschütz/Głubczyce \| \| \| \| 0,000 \| Groß Peterwitz (Oberschlesien)/Pietrowice Wielkie \| Groß Peterwitz (Oberschlesien)/Pietrowice Wielkie \| \| \| 0,177 \| nach Ratibor/Racibórz \| nach Ratibor/Racibórz \| \| \| 5,298 \| Ratsch/Gródczanki \| Ratsch/Gródczanki \| \| \| \| Anschluss \| \| \| \| 8,645 \| Katscher/Kietrz \| Katscher/Kietrz \| |                      |                                                   |                                                   |
| Strecke |                      | von Leobschütz/Głubczyce                          | von Leobschütz/Głubczyce                          |
| Betriebs-/Güterbahnhof Strecke bis hier außer Betrieb | 0,000                | Groß Peterwitz (Oberschlesien)/Pietrowice Wielkie | Groß Peterwitz (Oberschlesien)/Pietrowice Wielkie |
| Abzweig geradeaus und nach links | 0,177                | nach Ratibor/Racibórz                             | nach Ratibor/Racibórz                             |
| ehemaliger Bahnhof | 5,298                | Ratsch/Gródczanki                                 | Ratsch/Gródczanki                                 |
| Abzweig geradeaus und von links |                      | Anschluss                                         | Anschluss                                         |
| Betriebs-/Güterbahnhof Streckenende | 8,645                | Katscher/Kietrz                                   | Katscher/Kietrz                                   |

Die Kleinbahn Groß Peterwitz–Katscher war die erste normalspurige Kleinbahn Schlesiens und wurde am 28. April 1896 in Betrieb genommen.
Die ca. 8,5 km lange Strecke verband die Kleinstadt Katscher (Kietrz) im oberschlesischen Landkreis Leobschütz nahe der böhmischen Grenze mit dem Bahnhof Groß Peterwitz (Pietrowice Wielkie) an der staatlichen Nebenstrecke Ratibor–Leobschütz.
Die von der Berliner Eisenbahn-Bau- und Betriebsgesellschaft Vering & Waechter errichtete Bahn ging 1927 in das Eigentum der  Vereinigten Kleinbahnen AG über, die sie von der Allgemeinen Deutschen Eisenbahn-Betriebs-GmbH (ADEG), einer Tochter der Allgemeinen Deutschen Kleinbahn-Gesellschaft AG (ADKA), erworben hatte. Den Betrieb führte die ADEG jedoch bis 1945 weiter.
Nach dem Zweiten Weltkrieg übernahm die Polnische Staatsbahn (PKP) den Betrieb und führte den Personenzugverkehr bis 1992 oder 1994 fort. Sporadisch findet auf der Strecke noch Güterzugverkehr (Rübentransporte von PKP Cargo  nach Racibórz) statt.

Anschluss- und Endstationen der ehemaligen Kleinbahn Groß Peterwitz – Katscher im Jahre 2013
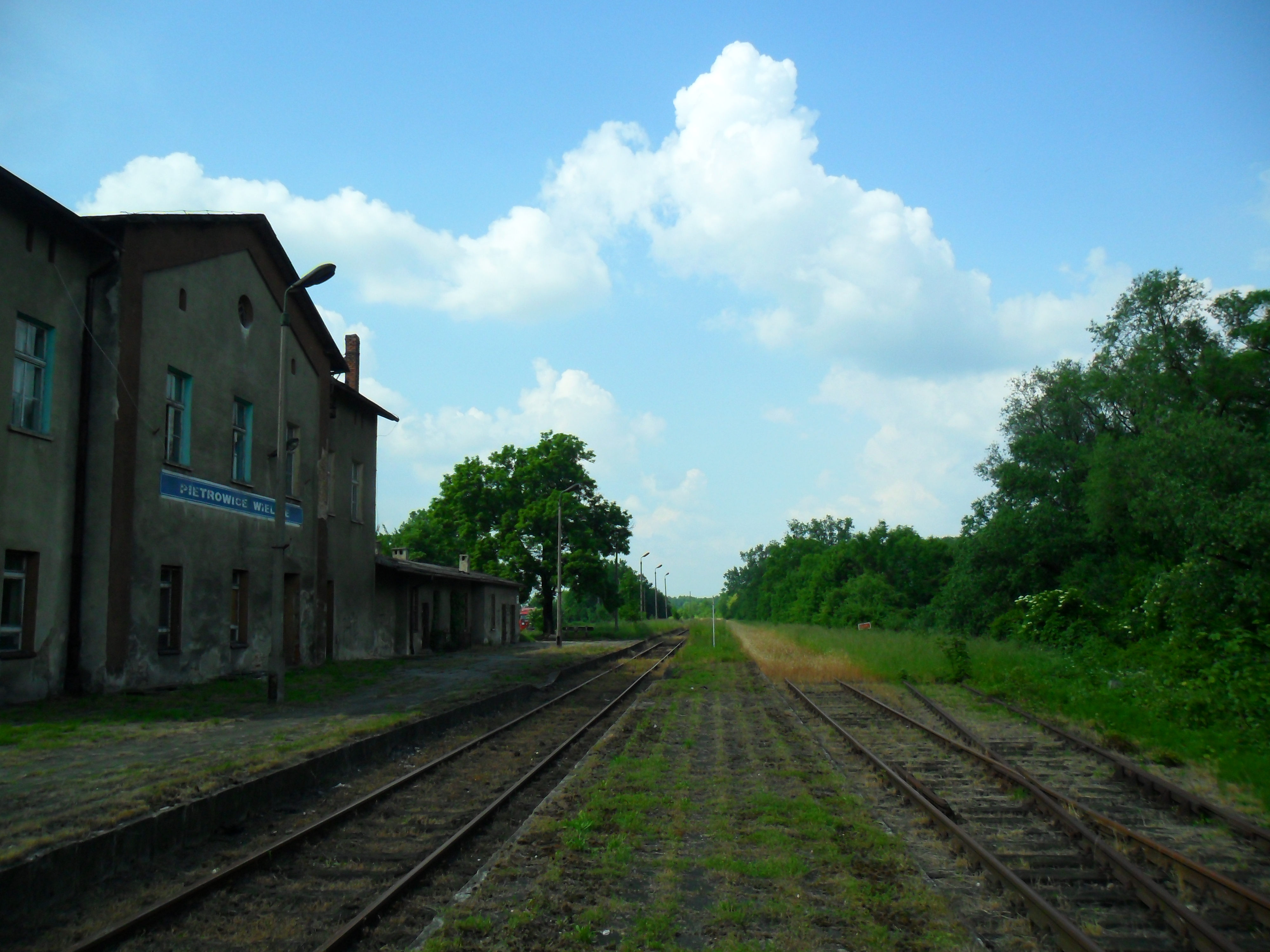
Bis 1992 bestand in Pietrowice Wielkie Anschluss zur Nebenbahn nach Kietrz.
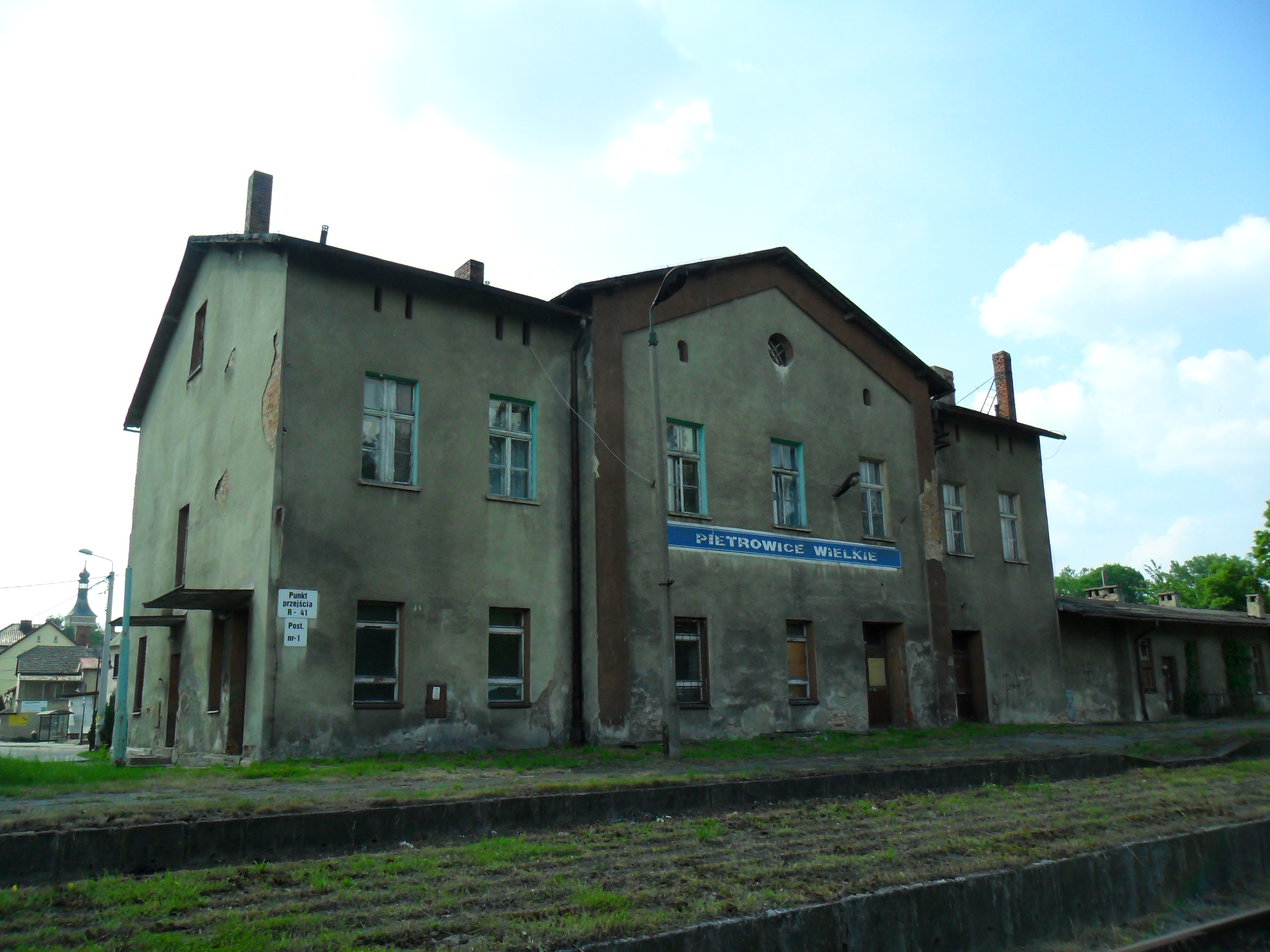
Im April 2000 endete auch auf der Zubringerstrecke Racibórz – Głubczyce der Personenzugverkehr.
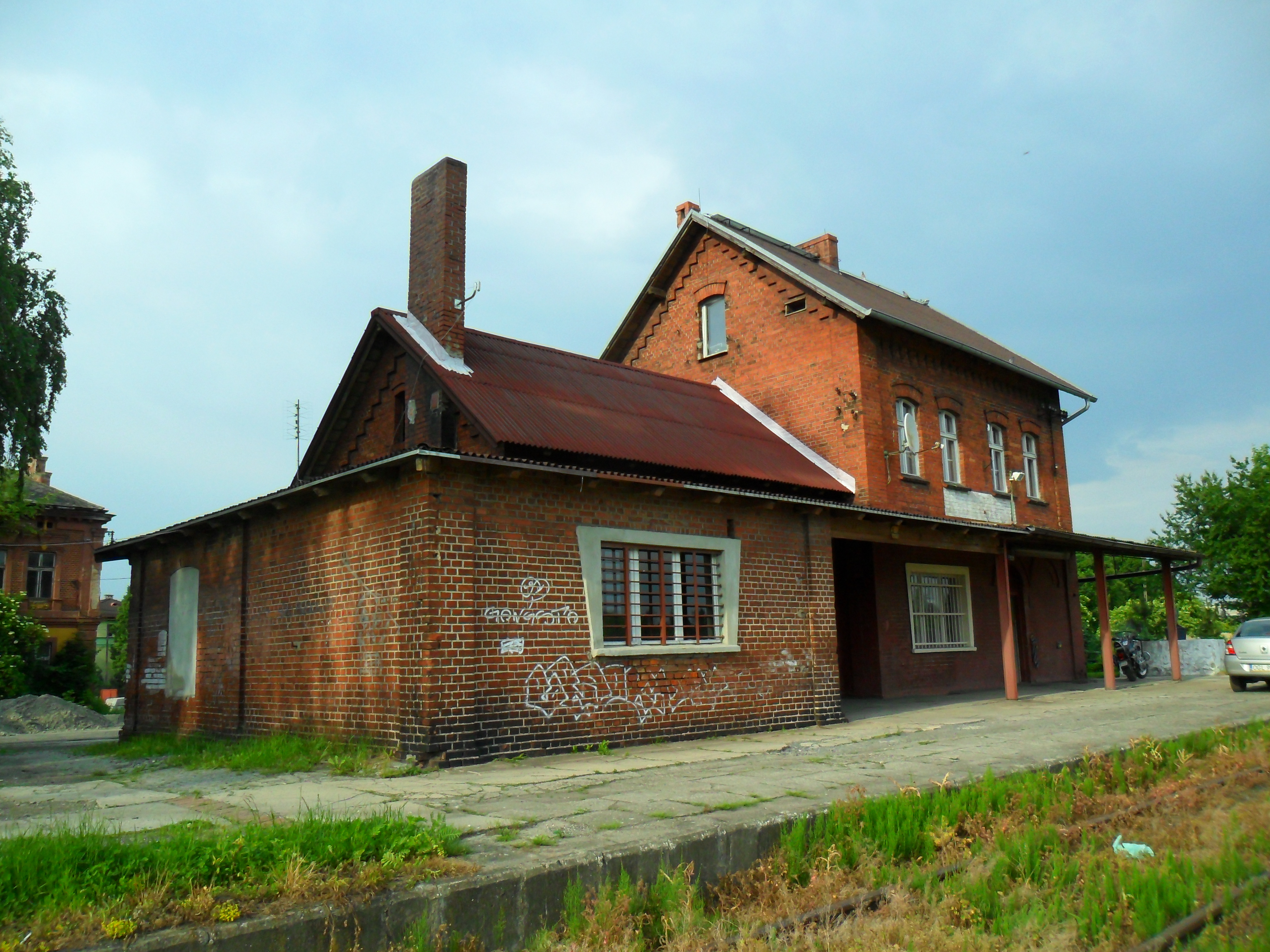
Das Empfangsgebäude vom Endbahnhof Kietrz wird seit 1986 privat genutzt.
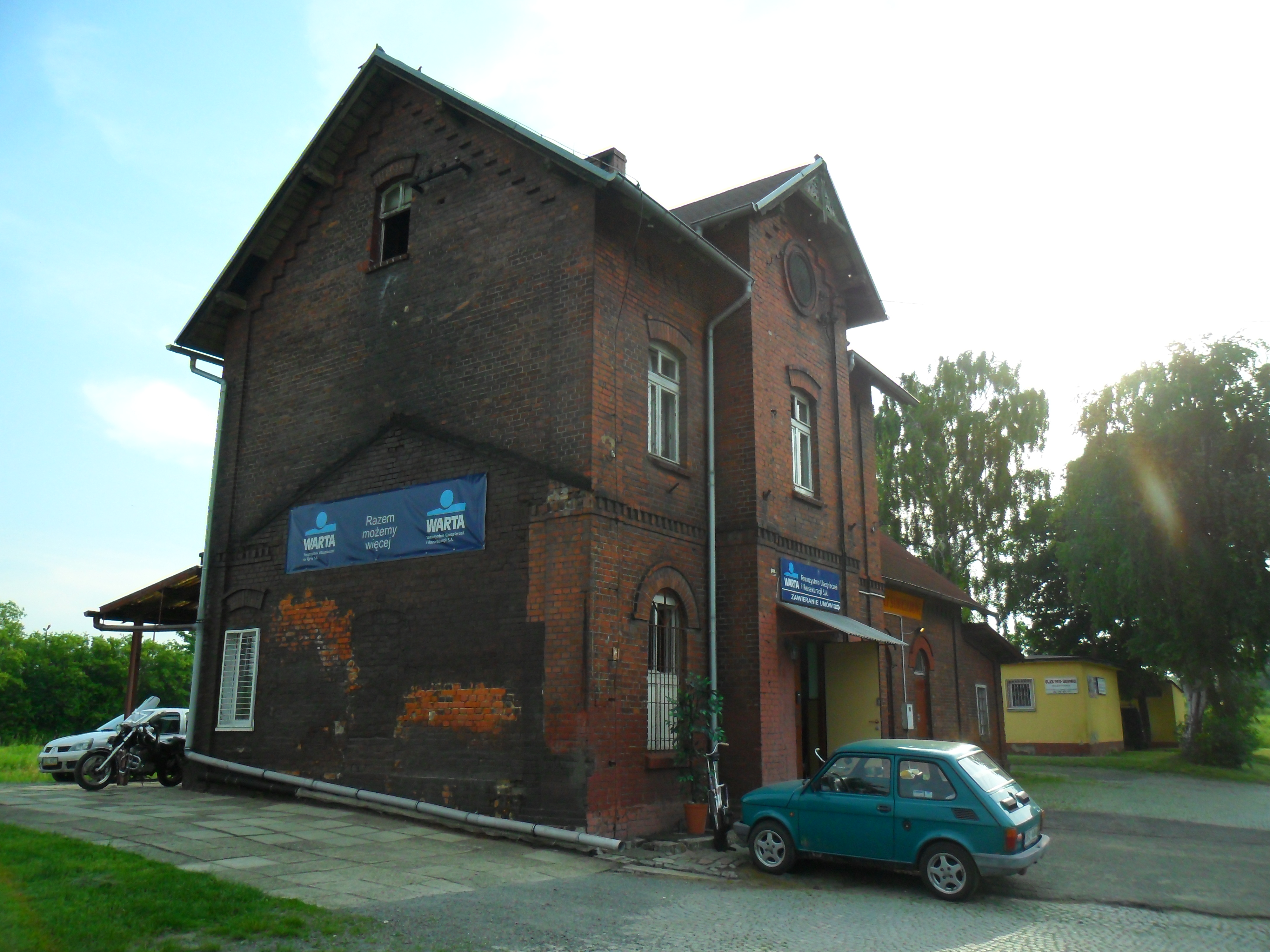
Der Abriss des Seitenflügels mit dem Güterboden erfolgte im Frühjahr 2008.